# تاراس لوتسينكو
تاراس لوتسينكو (بالأوكرانية: Луценко Тарас Володимирович)‏ هو لاعب كرة قدم أوكراني في مركز حراسة المرمى، ولد في 1 فبراير 1974 في كييف في أوكرانيا. لعب مع أورالان إليستا ودينامو كييف.

## وصلات خارجية
- تاراس لوتسينكو على موقع اتحاد أوكرانيا (الإنجليزية)
- تاراس لوتسينكو على موقع قاعدة بيانات كرة القدم.إي يو (الإنجليزية)
- تاراس لوتسينكو على موقع Soccerway.com (الإنجليزية)
- تاراس لوتسينكو على موقع عالم كرة القدم.نت (الإنجليزية)